# 花叶冷水花
冷水花（學名：Pilea cadierei）为蕁麻科冷水花屬的植物，英文：Aluminium plant，別名：銀斑冷水花、白雪草、鋁葉草、花葉冷水花。非中国特有植物，分布於中國華南與越南等地。因具有庭園景觀價值，已廣泛人工栽培。冷水花為多年生草本觀葉植物，喜好空氣濕度高的半日照溫暖環境，地下有根莖，株高15~40cm，葉對生橢圓形，葉色深綠，葉面散佈有銀白色塊斑。

## 别名
金边山羊血（福州）